# 2023年民主進步黨主席補選
民主進步黨第十七屆黨主席選舉補選於2023年1月15日舉行，是民主進步黨自1998年第八屆黨主席選舉以來所舉辦的第八次黨主席直接選舉。選舉方式採用直接、平等、無記名、單記、相對多數投票制度。由於民进党在2022年中華民國地方公職人員選舉遭遇了建党36年以来最大慘敗，時任總統兼黨主席的蔡英文在選舉後宣布辭去黨主席職務，並在2023年進行黨主席補選。進行補選的隔年年初，即將舉行2024年中華民國總統選舉。
本屆選舉至登記截止僅有賴清德登記參選，為同額競選。選舉人數238,664人，總投票數41,989人，投票率17.59%；得票數41,840票，有效票比率99.65%，賴清德當選為民主進步黨第十七屆黨主席，並於1月18日就任。

## 選舉方式
依據民主進步黨黨章《黨職人員選舉辦法》：
* 黨主席、各級黨部之黨員代表及主任委員，除另有規定外，由黨員直選產生。
- 現任總統為本黨黨員時，自其就任之日起，為本黨主席，至其卸任之日止。其任期以憲法規定之總統任期為一任，不適用第十五條第三項關於任期之規定。
- 除另有規定外，黨員加入本黨連續滿二年者，始具選舉權、被選舉權。但第一類黨職之黨主席選舉，如有重大情事，經中央執行委員會同意者，得放寬選舉人之入黨期限。
- 中央黨部辦理黨主席選舉時，應舉辦至少一場電視政見發表會。前項電視政見發表會舉辦之時間、地點、程序與規則，由中央黨部擬具，經與黨主席候選人協商後定之。

## 作業時程
| 民主進步黨第17屆黨主席補選作業時程 | 民主進步黨第17屆黨主席補選作業時程 |
| 辦理日期                           | 作業項目                           |
| ---------------------------------- | ---------------------------------- |
| 12月8日                            | 中央黨部發佈公告。                 |
| 12月12日～16日                     | 參選人領表及受理登記。             |
| 12月21日                           | 中執會審查候選人資格。             |
| 12月22日                           | 黨主席候選人抽籤決定號次。         |
| 12月23日～2023年1月13日            | 黨中央舉辦候選人電視政見發表會。   |
| 2023年1月15日                      | 進行黨員投票、開票。               |
| 2023年1月18日                      | 中執會公告黨主席當選名單。         |

## 候選人
| 民主進步黨第17屆黨主席補選候選人 | 民主進步黨第17屆黨主席補選候選人 | 民主進步黨第17屆黨主席補選候選人                                  |
| 姓名                             | 簡歷 | 狀態                                                              |
| -------------------------------- | --- | ----------------------------------------------------------------- |
| 賴清德                           | 背景：醫師 簡歷： - 國民大會代表（1996－1999） - 立法委員（1999－2010） - 臺南市市長（2010－2017） - 行政院院長（2017－2019） - 中華民國副總統（2020－2024） | 選舉狀態：當選。 宣佈日期：2022年12月8日 登記日期：2022年12月14日 |

## 競選過程
民主進步黨內，共有一人表態有意參選黨主席：
- 時任副總統賴清德

## 主要政見

### 賴清德
一、 重整旗鼓，協助穩定政局：
2022九合一大選的結果，重挫民進黨，但黨的力量不能分散。民進黨必須在最短時間內，迅速調整步伐，重新出發，提出對台灣未來的願景、理念及政策，作為凝聚國人前進的動力。
二、 深刻檢討，贏回人民信任：
我們要積極了解和回應各界的指教和訴求，擦亮民進黨「清廉、勤政、愛鄉土」的招牌，也要堅定民進黨民主開放精神，追求多元進步的價值，持續擴大黨與社會的連結，加強與青年世代的對話。透過傾聽民意、檢討改善，我們要讓民進黨推動的政策更完善、更有感、更貼近民意，照顧弱勢，實現公義，讓民眾的生活獲得更大的支持，也擴大人民對民進黨的支持與信任。
三、 廣納人才，引領創新進步：
我們要加強人才培育，也要透過公平機制讓更多有能力的人，可以貢獻專業，促進黨內世代交流與合作，共同投入黨務革新與發展。面對未來各項挑戰，我們需要來自不同領域、中央地方參政人才，一起團結打拚。
四、 守護台灣，促進民主和平繁榮：
民主、和平、繁榮是台灣重要的國家安全戰略，當前台灣面臨區域威權主義擴張、疫後經濟振興、氣候變遷加劇及淨零能源轉型等國內外挑戰，民進黨身為執政黨，將與執政團隊團結合作，發揮執政最大成效，凝聚社會最大力量，共同提升台灣的韌性與實力，持續深化台灣民主、守護區域和平，促進國家繁榮發展。

## 選舉結果
| 號次     | 候選人   | 得票數   | 得票率 | 當選標記 |        |
| -------- | -------- | -------- | ------ | -------- | ------ |
| 1        | 賴清德   | 41,840   | 100%   |          |        |
| 有效票   | 有效票   | 有效票   | 41,840 | 41,840   | 41,840 |
| 無效票   | 無效票   | 無效票   | 149    | 149      | 149    |
| 有效票率 | 有效票率 | 有效票率 | 99.65% | 99.65%   | 99.65% |
| 投票數   | 投票數   | 投票數   | 41,989 | 41,989   | 41,989 |
| 投票率   | 投票率   | 投票率   | 17.59% | 17.59%   | 17.59% |

### 相關選舉
- 2019年民主進步黨主席補選
- 2022年中華民國直轄市長及縣市長選舉
- 2022年中華民國地方公職人員選舉
- 2024年中華民國總統選舉

## 資料來源